# Ugljik
Ugljik je kemijski element atomskog (rednog) broja 6 i atomske mase 12,0107(8). U periodnom sustavu elemenata predstavlja ga simbol C.
Od ukupne količine ugljika na Zemlji, 99,8% je vezano u mineralima, uglavnom karbonatima, što i nije čudno ako znamo da su cijeli gorski lanci građeni od vapnenca i dolomita. Samo 0,01% ugljika vezano je u živim bićima. Velike su količine ugljika koncentrirane u nalazištima fosilnih goriva (nafta, ugljen, zemni plin). U atmosferi se pojavljuje kao ugljikov(IV) oksid, CO2, volumnog udjela 0,033%. Nalazimo ga i u morskoj vodi u obliku hidrogenkarbonata ili otopljenog ugljikova(IV) oksida. Ima ga i u Svemiru, gdje sudjeluje u termonuklearnim reakcijama na tzv. „vrućim zvijezdama“.
Ugljik, poslije vodika, tvori više spojeva nego svi ostali kemijski elementi zajedno. Razlog tome je što se ugljikovi atomi u spojevima mogu međusobno povezivati jednostrukim, dvostrukim i trostrukim kovalentnim vezama na različite načine u dugačke lance i prstenove. To su uglavnom organski spojevi koji se zbog svoje brojnosti obrađuju u posebnom dijelu kemije – organskoj kemiji.

U prirodi se ugljik pojavljuje kao elementarna tvar i u obliku svojih spojeva.

### Alotropske modifikacije ugljika (i njihova svojstva)
Ugljik nema talište, jer grafit sublimira, dok je dijamantu talište na 3500°C.

Vrelište grafita je na 3642 °C, dok dijamantu nije poznato.

Gustoća grafita pri 25°C je 2,26, a dijamanta 3,51 g/cm3.

Koeficijent negativnosti mu je 2,5.
- dijamant (najtvrđi poznati mineral). Vezivna struktura: 4 elektrona u sp3-orbitalama. Dijamant je proziran, vrlo tvrd (i vrlo skup!) mineral. Ne provodi električnu struju. Ugljikovi atomi u dijamantu povezani su s četiri susjedna ugljikova atoma u dijamantnu rešetku.

- grafit Vezivna struktura: 3 elektrona u sp2-orbitalama i 1 elektron u p-orbitali. Grafit je mekana, sivocrna, lomljiva tvar, masna opipa. Grafit provodi električnu struju. Kristali grafita sastoje se od slojeva, a u svakom sloju atomi su poredani kao šesteročlani prstenovi.

- fuleren Zatvorene strukture, napravljene od peteročlanih i šesteročlanih, a ponekad i sedmeročlanih prstenova. Najpoznatiji i najstabilniji fuleren je bakminsterfuleren, C60, čija struktura podsjeća na nogometnu loptu. Fulereni su ime dobili po poznatom američkom arhitektu Buckminsteru Fulleru (1895. – 1983.).

- karbin Lanci ugljikovih atoma povezanih σ vezama koje se ostvaruju preklapanjem sp hibridnih orbitala i π vezama, koje se ostvaruju preklapanjem p orbitala.

Ugljik se pojavljuje i u više drugih oblika poznatih kao amorfni ugljik (aktivni ugljen, ugljen, koks, čađa). Svi oblici amorfnog ugljika nisu čisti ugljik i sastoje se od sitnih čestica grafitne strukture.

### Upotreba ugljika
Grafit se upotrebljava za proizvodnju olovaka, u strojarstvu kao mazivo za ležajeve i ključanice, u nuklearnoj industriji za izgradnju nuklearnih reaktora itd.
Ljepši primjerci dijamanta upotrebljavaju se za izradu skupocjenog nakita, a oni manje lijepi za izradu alata za rezanje, bušenje, brušenje i poliranje.

### Kemija ugljika
Ugljik tvori vrlo stabilne ugljik-ugljik veze, kao i veze s mnogim drugim elementima što uzrokuje enormni broj ugljikovih spojeva. Kemiju ugljikovih spojeva, osim karbida, karbonata, cijanida, ugljikovih oksida i sulfida proučava organska kemija.

#### Ugljikovi halogenidi
Tetrafluorougljik je stabilna tvar koja se dobiva kao krajnji produkt fluoriranja organskih spojeva. U laboratoriju se pripravlja fluoriranjem silicijevog karbida.
Tetraklorougljik je bezbojna tekućina pri sobnoj temperaturi i atmosferskim tlakom. Često se koristi kao otapalo.
Tetrabromougljik je tamno žuta krutina na sobnoj temperaturi. Netopljiv je u vodi i drugim polarnim otapalima.
Tetrajodougljik je svjetlocrvena krutina mirisa sličnog jodu. Pripravlja se reakcijom etil-jodida i tetraklorougljika uz aluminijev tri klorid.
| tvar | talište | vrelište | stabilnost                               |
| CF4  | '-185'  | '-128'   | stabilan                                 |
| CCl4 | '-23'   | 76       | umjereno stabilan                        |
| CBr4 | 93      | 190      | sporo se raspada na temperaturi vrelišta |
| CI4  | 171     |          | raspada se prije vrelišta                |

### Oksidi ugljika
Unatoč tome što ugljik tvori golemi broj različitih spojeva, pri sobnoj je temperaturi slabo kemijski reaktivan. S kisikom tvori dvije vrste spojeva: ugljikov(II) oksid (monoksid) i ugljikov(IV) oksid (ugljikov dioksid).
Ugljikov monoksid (CO) nastaje pri izgaranju ugljikovih spojeva uz ograničeni dotok kisika. Industrijski se proizvodi kao generatorski plin, izgaranjem koksa u generatoru, ili kao vodeni plin, u smjesi s vodikom, reakcijom generatorskog plina s vodenom parom. Ugljikov monoksid je vrlo toksičan jer se veže s hemoglobinom na sličan način kao i kisik, ali mnogo snažnije i stalnije.
Ugljikov dioksid (CO2) je bezbojni plin, bez mirisa. Dobiva se izgaranjem ugljika ili ugljikovih spojeva, ili reakcijom kiselina s karbonatima. Ugljikov dioksid je inertni plin i često se koristi kao inertna atmosfera u slučajevima gdje prisutnost kisika može biti štetna.
Ugljikov suboksid (C3O2) je plin neugodnog mirisa, koji se formira dehidriranjem malonske kiseline fosforovim 5 oksidom u vakuumu pri 140 do 150 ºC. Ugljikov suboksid ima linearnu molekulu: O=C=C=C=O. Stabilan je na temperaturi vrelišta dušika: –78 ºC, a na 25ºC polimerizira.
Anhidrid melne kiseline(C12O9)
Ugljik formira i druge, nestabilne okside: C2O, C2O3, CO3.

### Karbidi
Karbidi 1., 2., 12. grupe, te aluminija su ionski karbidi. Struktura ovih karbida sadrži izolirane ugljikove atome (Be2C, Al4C3), acetilidne ione (C22-) (CaC2, MgC2, BeC2, BaC2, ZnC2, Na2C2, K2C2), ili C34- anion. Hidrolizom ovih karbida dobiva se metan, acetilen ili alen, ovisno od kojeg iona je karbid sastavljen.
Karbidi prijelaznih metala: Rani prijelazni metali (Ti, Zr, Hf, Nb, Ta, Mo, W) tvore karbide s metalnim karakterom. Ovi metali, u svojoj strukturi, imaju međuprostore koji odgovaraju veličini ugljikovog atoma. Ugljik u međuprostorima čini ovakve karbide izuzetno stabilnima, vrlo visokih tališta i kemijski inertnim materijalima. Karbidi 7. 8. 9. i 10. skupine su nestabilniji od karbida ranih prijelaznih metala, otapaju se u vodi ili kiselinama. Karbidi lantanida i aktinida imaju formulu i strukturu sličnu acetilidima, ali hidrolizom s vodom daju metan.
Kovalentni karbidi su karbidi nemetala. Odlikuju se velikom tvrdoćom i često se koriste kao abrazivna sredstva.

## Vanjske poveznice
- ugljik Hrvatska enciklopedija

| H  |    |    |    |    |    |    |    |    |    |    |    |    |    |    |    |    |    |    |    |    |    |    |    |    |    |    |    |    |    |    | He |
| Li | Be |    |    |    |    |    |    |    |    |    |    |    |    |    |    |    |    |    |    |    |    |    |    |    |    | B  | C  | N  | O  | F  | Ne |
| Na | Mg |    |    |    |    |    |    |    |    |    |    |    |    |    |    |    |    |    |    |    |    |    |    |    |    | Al | Si | P  | S  | Cl | Ar |
| K  | Ca | Sc |    |    |    |    |    |    |    |    |    |    |    |    |    |    | Ti | V  | Cr | Mn | Fe | Co | Ni | Cu | Zn | Ga | Ge | As | Se | Br | Kr |
| Rb | Sr | Y  |    |    |    |    |    |    |    |    |    |    |    |    |    |    | Zr | Nb | Mo | Tc | Ru | Rh | Pd | Ag | Cd | In | Sn | Sb | Te | I  | Xe |
| Cs | Ba | La | Ce | Pr | Nd | Pm | Sm | Eu | Gd | Tb | Dy | Ho | Er | Tm | Yb | Lu | Hf | Ta | W  | Re | Os | Ir | Pt | Au | Hg | Tl | Pb | Bi | Po | At | Rn |
| Fr | Ra | Ac | Th | Pa | U  | Np | Pu | Am | Cm | Bk | Cf | Es | Fm | Md | No | Lr | Rf | Db | Sg | Bh | Hs | Mt | Ds | Rg | Cn | Nh | Fl | Mc | Lv | Ts | Og |

| Alkalijski metali | Zemnoalkalijski metali | Lantanoidi | Aktinoidi | Prijelazni metali | Slabi metali | Polumetali | Nemetali | Halogeni elementi | Plemeniti plinovi |